# 洗马
洗马是一个中国古代官职，早期属于太子官属，即东宫官，是太子的随从官员，全称太子洗马，最早设立于汉朝。洗马也就是先马，意思是在马前做先导。

## 沿革
太子洗马的职位最早见于汉朝，胡三省为《资治通鉴》作注解时说：太子洗马是汉朝以来有的。《汉书·百官公卿表》记载太子太傅、太子少傅的属官有“先马”，对此，张晏说“先马”定员有十六人，品秩与谒者相同。《后汉书·百官志》记载太子洗马的品秩为比六百石，如果太子还没有立，就不设置太子洗马的职位。《后汉书·舆服志》记载，“谒者，古代又叫作洗马。”汉安帝时，尚书陈忠曾说：“太子洗马职位与谒者相同，所以一样戴高山冠。”
《晋书·职官志》中，东宫中有洗马八名，职务如同谒者秘书，掌管图书和典籍，讲论时主持有关事项，出行时前驱，引导仪仗。南朝宋沿袭这一制度，南朝齐仅设一名洗马，南朝梁、南朝陈又恢复为八人。北齐设典经坊洗马二人。从曹魏开始，官分九品，太子洗马为第七品，南朝陈时改为第六品，北魏、北齐为从五品。
唐代设置两名司经局洗马，掌管典籍和上呈东宫的图册，出行时作为侍从。辽代的南面官中有司经局洗马，金有正副司经，掌管典籍、文具事务。元代没有设置司经局洗马，但《元史》记载元成宗大德十一年曾设置宫师府，有洗马一职。
明朝洪武初年，詹事院已设立洗马，洪武十五年，将洗马定为司经局属官，洪武二十五年，定司经局洗马为从五品。洗马掌管经史子集、制典、图书刊辑之事。管理上呈东宫的图册。清承明制，亦设从五品的司经局洗马。顺治九年，设置由汉人担任的司经局洗马。康熙十四年，司经局洗马改为满、汉各一人。

## 曾任此职的著名人物
| 时期 | 姓名   | 記載                                 |
| ---- | ------ | ------------------------------------ |
| 西汉 | 汲黯   | 《史记·汲郑列传》《汉书·张冯汲郑传》 |
| 西晉 | 衛玠   | 《世說新語·傷逝》第六                |
| 西晉 | 李密   | 《陳情表》                           |
| 西晉 | 江統   | 《晉書》卷五十六 《江統傳》          |
| 唐   | 魏征   | 《旧唐书》卷七十五                   |
| 唐   | 姚思廉 | 《旧唐书》卷七十七                   |
| 明   | 楊溥   | 《明史紀事本末》‧卷28                |
| 清   | 張之洞 | 四十三歲時仍任翰林院司經局洗馬漢員   |

### 引用
1. ↑  亦有人读音为，认为通假于“先”，偏旁与读音的误差，可能是传承中造成的误差。
2. ↑  《汉书·百官公卿表》颜师古注：如淳曰：“（洗马），前驱也。《国语》曰句践亲为夫差先马。先或作洗也。”
3. ↑  《资治通鉴》卷七十九胡三省注
4. ↑  《汉书·百官公卿表》及颜师古注、《资治通鉴》卷七十九胡三省注
5. ↑  《后汉书·百官志》及注
6. ↑  《后汉书·舆服志》
7. ↑  《晋书·职官志》
8. ↑  《通典·职官典》
9. ↑  《通典·职官典》
10. ↑  《续通典》：洗馬唐置司經局洗馬二人掌經籍出入侍從圖書上東宮者皆受而藏之宋無此官遼南面官左春坊司經局有太子洗馬金有司經正副掌經史圖籍筆硯等事元無此官明司經局洗馬一人掌經史子集制典圖書刊輯之事立正本副本以備進覽凡天下圖冊上東宮者皆受而藏之
11. ↑  《元史·武宗纪》
12. ↑  《明史·职官志》
13. ↑  《清史稿·职官志》